# Necalphus decoratus
Necalphus decoratus är en skalbaggsart som beskrevs av Monné och Magno 1992. Necalphus decoratus ingår i släktet Necalphus och familjen långhorningar. Inga underarter finns listade i Catalogue of Life.